# Camilo Mena
Camilo Andrés Mena Márquez (Concordia, Antioquia, Colombia, 1 de octubre de 2002) es un futbolista colombiano. Juega de delantero y su equipo actual es el Lechia Gdańsk de la I Liga de Polonia.
Fue incluido en la lista "Next Generation 2019" de The Guardian como una de las 60 promesas del fútbol.

## Trayectoria
El delantero nacido en Concordia, Antioquia, debutó en el fútbol profesional colombiano en 2018 por el Tigre con solo 15 años.
Tras jugar 40 encuentros en segunda por su club, en diciembre de 2019 fichó por el Deportivo Pereira de la Primera A. Debutó en la primera división colombiana el 2 de febrero de 2020 en la victoria por 2-0 ante el Cúcuta Deportivo.

## Selección nacional
Fue internacional a nivel juvenil por la selección sub-15 de Colombia y jugó el Campeonato Sudamericano de Fútbol Sub-15 de 2017.

## Estadísticas
Actualizado al último partido disputado el 7 de marzo de 2020.
| Tigres · Colombia                     | 2.ª           | 2018          | 14 | 0 | 2 | 0 | - | - | 16 | 0 |
| Tigres · Colombia                     | 2.ª           | 2019          | 26 | 7 | 3 | 1 | - | - | 29 | 8 |
| Tigres · Colombia                     | Total club    | Total club    | 40 | 7 | 5 | 1 | 0 | 0 | 45 | 8 |
| Deportivo Pereira · Colombia          | 1.ª           | 2020          | 3  | 0 | 0 | 0 | - | - | 1  | 0 |
| Deportivo Pereira · Colombia          | Total club    | Total club    | 3  | 0 | 0 | 0 | 0 | 0 | 1  | 0 |
| Total carrera                         | Total carrera | Total carrera | 41 | 7 | 5 | 1 | 0 | 0 | 46 | 8 |
| (1) Incluye datos de la Copa Colombia |               |               |    |   |   |   |   |   |    |   |